# Live Cream Volume II
Live Cream Volume II ist das zweite Livealbum der Bluesrock-Gruppe Cream aus dem Jahr 1972. Es wurde mehrere Jahre nach Auflösung der Band veröffentlicht und erreichte Platz 27 in den Billboard 200 der Vereinigten Staaten und Platz 15 Großbritannien.

## Entstehung
Wie beim vorigen Album Live Cream wurden auch für dieses Album Liveaufnahmen aus den Konzerten im Winterland im März 1968 für das Wheels-of-Fire-Album verwendet. Drei der Titel wurden in der Oakland Coliseum Arena, Oakland am 4. Oktober 1968, dem Beginn von Creams Abschiedstournee aufgenommen. 

## Rezeption
Obwohl das Album mit White Room und Sunshine of Your Love Liveversionen von zwei der bekanntesten Stücke der Band enthielt war es in den Charts nicht so erfolgreich wie sein Vorgänger. Matthew Greenwald und Bruce Eder von Allmusic meinen, das Album zeigt die Band bei ihrer Darbietung auf einem Höhepunkt, aber nicht bei den besten Momenten dieses Höhepunkts.

## Titelliste
Seite 1
1. „Deserted Cities of the Heart“ (Jack Bruce, Pete Brown) – 4:32
2. „White Room“ (Bruce, Brown) – 5:39
3. „Politician“ (Bruce, Brown) – 5:05
4. „Tales of Brave Ulysses“ (Eric Clapton, Martin Sharp) – 4:44

Seite 2
1. „Sunshine of Your Love“ (Clapton, Bruce, Brown) – 7:22
2. „Steppin’ Out“ (James Bracken) – 13:42 (Auf der Original-LP als „Hideaway“ betitelt)
Spielzeiten stammen von der LP, die der CD weichen leicht ab.

Die Stücke 1–3 der Seite 1 wurden am 4. Oktober 1968 in der Oakland Coliseum Arena in Oakland aufgenommen, die Stücke 4 der Seite 1 und 2 der Seite 2 wurden am 10. März 1968 im Winterland in San Francisco aufgenommen. Das Stück 2 der Seite 2 wurde am 9. März 1968 ebenfalls im Winterland in San Francisco aufgenommen.  